# Rayon-Stempel
Die Rayon-Stempel verdanken ihre Einführung einer Postkonvention zwischen Thurn und Taxis und Frankreich vom 14. Dezember 1801. Sie war Anlass zur Schaffung der ersten amtlichen Postaufgabestempel der Thurn-und-Taxis-Post, die dann Vorbilder für die Poststempel vieler altdeutscher Postverwaltungen wurden. Es gab schon vorher Poststempel, „was vorher bloß aus praktischen Rücksichten von einzelnen Postämtern geübt worden war, ist nunmehr durch eine amtliche Verfügung festgelegt worden“, so ein Zeitgenosse.

## Geschichte

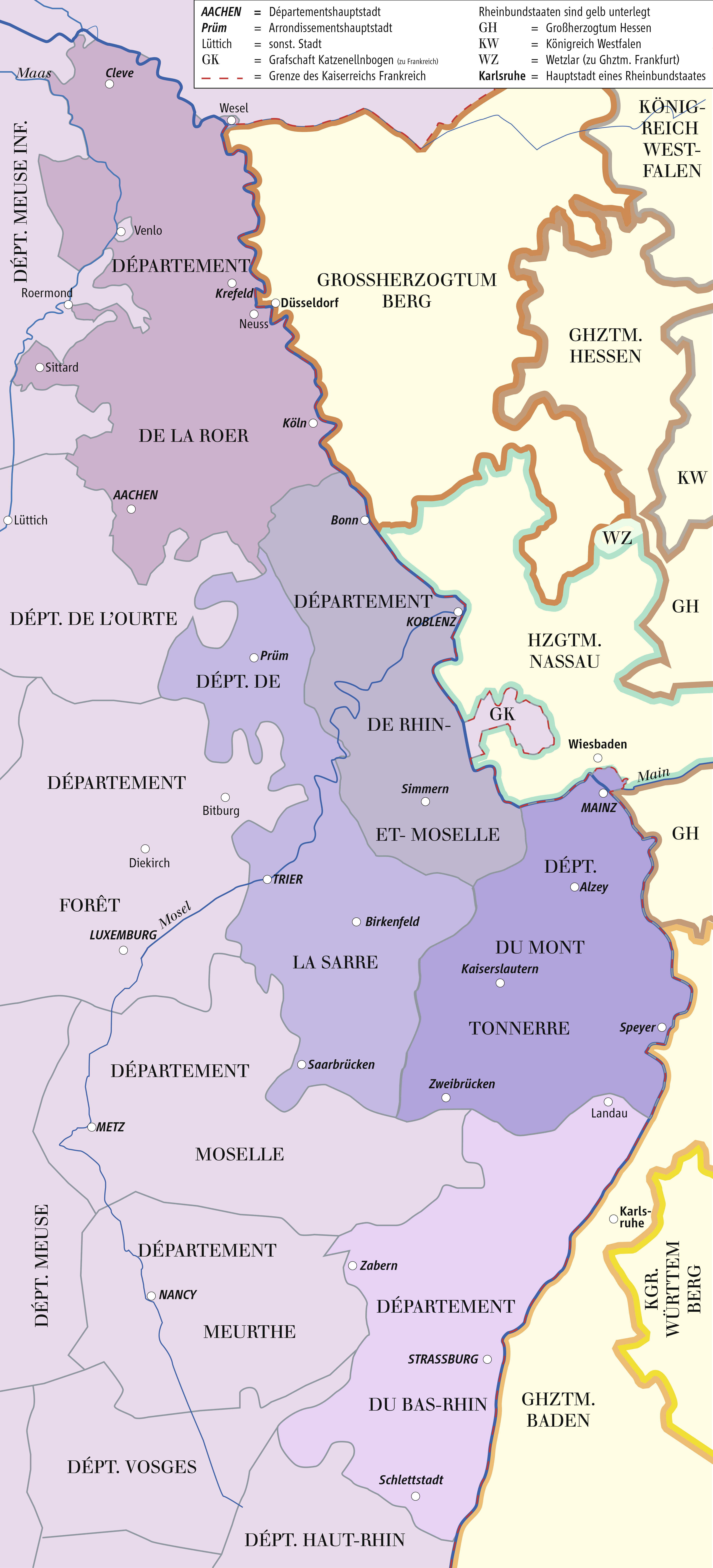
Die linksrheinischen Departements 1812

Frankreich hatte in der Zeit der Koalitionskriege Teile des nördlichen Europa besetzt und annektiert. Preußen hatte im Basler Vertrag (5. April 1795) seine linksrheinischen Gebiete vorläufig an Frankreich abtreten müssen.
Kaiser Franz II. musste nach verlorenem Kriege im Frieden von Campo Formio (19. Oktober 1797) sämtliches deutsches Land jenseits des Rheins als französisches Gebiet anerkennen. Am 4. November 1797 wurde es gesetzlich mit dem französischen Staatsgebiet verbunden. Napoléon Bonaparte nahm das linke Rheinufer am 9. März 1801 offiziell in Besitz.
Durch den Frieden von Lunéville (9. Januar 1801) erhielten die französischen Gesetze, die in den annektierten Gebieten förmlich publiziert wurden, staatsrechtliche Geltung.
Im Zuge des Reichsdeputationshauptschlusses von 1802/03 wurde Thurn und Taxis die Erhaltung der bisherigen Postverbindungen garantiert, wobei sich Preußen nicht an diese Regelung hielt und umgehend die Posthoheit in den 1803 an Preußen gefallenen Gebieten übernahm.

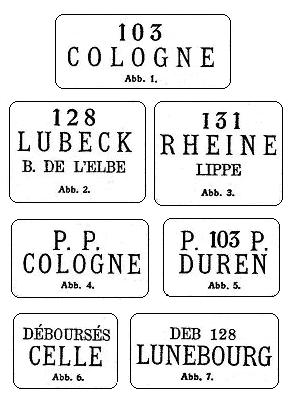
Ortsstempel aus der Franzosenzeit 1798 bis 1813

Die Gründung des Rheinbundes am 12. Juli 1806 bedeutete faktisch das Ende des Heiligen Römischen Reichs und damit auch das Ende der Kaiserlichen Reichspost mitsamt dem Postgeneralat der Thurn und Taxis. Am 6. August 1806 legte Franz II. die deutsche Kaiserkrone nieder. Die von den Thurn und Taxis organisierte und geleitete Kaiserliche Reichspost existierte nicht mehr, die Thurn-und-Taxis-Post bestand als Privatunternehmen weiter.
Am 13. Dezember 1810 wurden folgende Länder zu Frankreich geschlagen: die freien Hansestädte Bremen, Hamburg, Lübeck, Herzogtum Oldenburg ausgenommen Fürstentum Lübeck, Herzogtum Arenberg, Fürstentümer Salm-Salm, Salm Kyburg, verschiedene Teile des Königreichs Westphalen und vom Großherzogtum Berg und ein Teil des Herzogtums Lauenburg erhielten Departements-Post.
Im Mai 1811 gab es in Deutschland noch 16 oder, wenn die taxischen Landesposten einzeln zählt, 31 verschiedene Postgebiete, davon 24 im Gebiet der rheinischen Länder.
Für besetzte deutsche Gebiete kamen ab 1798 etwa bis Ende 1814 je nach dem Vordringen der Franzosen, zwei- oder dreizeilige Departements-Poststempel der französischen Post, meist in schwarz, zur Einführung.
Diese Stempel wurden nach der Vertreibung der Franzosen zurückgezogen. Zunächst übernahm die Thurn und Taxissche Postverwaltung den Postbetrieb in den rheinischen Landen (1814–1816). Sie entfernte vielfach die Nummern aus den Departements- oder den Rayonstempel oder führte neue Zeilenstempel ohne Datum ein.

## Postgeschichte

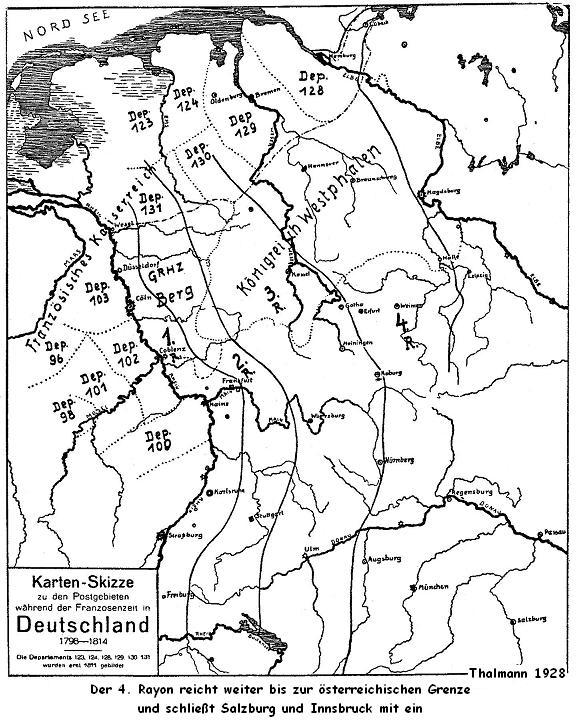
1802

Der Fürst von Thurn und Taxis, wollte von seinem Postreich so viel wie möglich retten. Die Bedingungen waren günstig. Frankreich musste an dem geregelten Postbetrieb der Reichspost, mit ihren eingearbeiteten Beamten und bewährten Postlinien, im besetzten Lande gelegen sein. Der Thurn- und Taxis-Verwaltung wurde das Postwesen für das ganze Westdeutschland von der Elbe bis zur Nordsee, mit Ausnahme der vorerst postalisch selbständigen Gebiete Braunschweig, Sachsen und Oldenburg, und ferner die süddeutschen, hessischen, badischen, württembergischen und bayerischen Länder, soweit der Postbetrieb in Frage kam, in die Hände gegeben.
Das Reichspostterritorium war in 4 Rayons, Frankreich in 5 Rayons eingeteilt. Daraus ergab sich ein Posttarif, der nach Entfernungen und Gewicht ausrechenbar war. Für Briefe von und nach Frankreich bestand kein Freimachungszwang. Frankiert werden konnte sowohl das diesseitige Reichsporto bis auf eines der Grenzpostämter, als auch das französische Porto vom Grenzpostamt bis zum Bestimmungsort. Es gab Sonderregelungen für Briefe direkt an die Grenzpostorte. Es gab
Grenzpostämter, auf französischer Seite in Straßburg, Worms, Mainz, Koblenz, Köln und Neuß, und auf deutscher Seite Kehl, Mannheim, Kassel, Thal-Ehrenbreitstein, Deutz und Düsseldorf.

Sendungen mit dem Vermerk ‟Chargé” mussten freigemacht werden und kosteten das Doppelte der freigemachten Briefe nach Frankreich. Dafür zahlte die Post, in beiden Richtungen, für jeden verlorengegangenen eingeschriebenen Brief 50 Franken.
Jeder Brief, jedes Paket, jede Warenprobe, jede Zeitung oder Drucksache, musste abgestempelt werden. Bei eingeschriebenen Briefen kam zum Ortsstempel mit dem Zusatz des zugehörigen Rayons der Stempel P. P. = Porte payé. Für nicht freigemachte Sendungen genügte der Rayon-Ortsstempel. Die wenigen bereits vorhandenen Einzeiler-Stempel, mit dem Ortsnamen waren wohl auf Veranlassung der Postvorsteher größerer Orte an den Postlinien seit etwa 1740 angefertigt worden, um die Abfertigung zu erleichtern. Die thurn- und taxissche Postverwaltung nahm nun zunächst diese Stempelform, den Einzeiler, auf und setzte ihm die vorgeschriebene Rayonbezeichnung entweder vor oder nach und schuf so ein, ganz neuartiges, aber praktisches Stempelbild, das allen Anforderungen des Vertrages genügte.
Der Arbeitsablauf war folgender: Vor Abgang der Post (meist 3 Stunden vorher) wurden keine Briefe mehr angenommen. Die Briefe wurden sortiert, nummeriert und, nach ihren Klassen, jeder besonders in die Charte eingetragen, d. h. Name und Ort des Empfängers (nicht auch des Absenders), Porto, Franko-Porto, Auslage-Porto, Nummer des Briefes. Diese Charte wurde doppelt geschrieben (in der Preußischen sogar dreifach). Ein Exemplar blieb bei dem Postamt, das andere wurde in das Briefpaket gelegt für dasjenige Postamt, welches dieses zu öffnen hat. Bei Ankunft des Paketes mussten die darin enthaltenen Briefe erst nach den Nummern und Adressen mit dem beiliegenden Verzeichnis genau verglichen werden. Dazu waren auf Hauptpostämtern wenigstens drei Personen erforderlich."